# Danny Simpson
Daniel Peter 'Danny' Simpson (Salford, 4 januari 1987) is een Engels voetballer die bij voorkeur in de verdediging speelt. Hij tekende in augustus 2014 een driejarig contract bij Leicester City, dat hem overnam van Queens Park Rangers.
Simpson doorliep de jeugdopleiding van Manchester United. Mede door een langdurige blessure van aanvoerder Gary Neville trainde hij verschillende keren mee met de hoofdmacht van de club. Hij was de vaste stand-in voor Wes Brown. In het seizoen 2008/09 werd Simpson aan Blackburn Rovers, nadat hij eerder al verhuurd werd aan Antwerp, Ipswich Town, Blackburn Rovers en Sunderland. In het seizoen 2009/10 werd hij nogmaals verhuurd, nu aan Newcastle United. In januari 2010 nam Newcastle hem definitief over, waarna hij drie seizoenen voor de club speelde. Simpson tekende in juni 2013 vervolgens een driejarig contract bij Queens Park Rangers, dat hem transfervrij inlijfde nadat zijn verbintenis bij Newcastle United afliep. Hij promoveerde dat jaar met de club naar de Premier League. Simpson ging hier ook in spelen, maar dan voor Leicester City, dat als kampioen van de Championship ook promoveerde. Simpson won in mei 2016 met Leicester de Premier League. Het was het eerste landskampioenschap in het bestaan van de club.

## Clubstatistieken
| Seizoen | Club                | Land              | Competitie     | Competitie | Competitie | Beker | Beker | Internationaal | Internationaal | Totaal | Totaal |
| Seizoen | Club                | Land              | Competitie     | Wed.       | Dlp.       | Wed.  | Dlp.  | Wed.           | Dlp.           | Wed.   | Dlp.   |
| ------- | ------------------- | ----------------- | -------------- | ---------- | ---------- | ----- | ----- | -------------- | -------------- | ------ | ------ |
| 2005/06 | Manchester United   | Vlag van Engeland | Premier League | 0          | 0          | 0     | 0     | 0              | 0              | 0      | 0      |
| 2005/06 | → Antwerp FC        | Vlag van België   | Tweede klasse  | 12         | 1          | 0     | 0     | —              | —              | 12     | 1      |
| 2006/07 | → Antwerp FC        | Vlag van België   | Tweede klasse  | 16         | 0          | 1     | 0     | —              | —              | 17     | 0      |
| 2006/07 | → Sunderland        | Vlag van Engeland | Championhip    | 14         | 0          | 0     | 0     | —              | —              | 14     | 0      |
| 2007/08 | Manchester United   | Vlag van Engeland | Premier League | 3          | 0          | 2     | 0     | 3              | 0              | 8      | 0      |
| 2007/08 | → Ipswich Town      | Vlag van Engeland | Championship   | 8          | 0          | 0     | 0     | —              | —              | 8      | 0      |
| 2008/09 | → Blackburn Rovers  | Vlag van Engeland | Premier League | 12         | 0          | 8     | 0     | —              | —              | 20     | 0      |
| 2009/10 | → Newcastle United  | Vlag van Engeland | Championship   | 39         | 1          | 2     | 0     | —              | —              | 41     | 1      |
| 2010/11 | Newcastle United    | Vlag van Engeland | Premier League | 30         | 0          | 1     | 0     | —              | —              | 31     | 0      |
| 2011/12 | Newcastle United    | Vlag van Engeland | Premier League | 35         | 0          | 5     | 1     | —              | —              | 40     | 1      |
| 2012/13 | Newcastle United    | Vlag van Engeland | Premier League | 19         | 0          | 0     | 0     | 7              | 0              | 26     | 0      |
| 2013/14 | Queens Park Rangers | Vlag van Engeland | Championship   | 36         | 0          | 3     | 1     | —              | —              | 39     | 1      |
| 2014/15 | Queens Park Rangers | Vlag van Engeland | Premier League | 1          | 0          | 1     | 0     | —              | —              | 2      | 0      |
| 2014/15 | Leicester City      | Vlag van Engeland | Premier League | 14         | 0          | 2     | 0     | —              | —              | 16     | 0      |
| 2015/16 | Leicester City      | Vlag van Engeland | Premier League | 30         | 0          | 2     | 0     | —              | —              | 32     | 0      |
| 2016/17 | Leicester City      | Vlag van Engeland | Premier League | 35         | 0          | 4     | 0     | 6              | 0              | 45     | 0      |
| 2017/18 | Leicester City      | Vlag van Engeland | Premier League | 28         | 0          | 3     | 0     | —              | —              | 31     | 0      |
| 2018/19 | Leicester City      | Vlag van Engeland | Premier League | 5          | 0          | 4     | 0     | —              | —              | 9      | 0      |
| Totaal  | Totaal              | Totaal            | Totaal         | 337        | 2          | 38    | 2     | 16             | 0              | 391    | 4      |

## Erelijst
| Competitie              |            |            |            |            |
| Competitie              | Aantal     | Jaren      |            |            |
| Sunderland              | Sunderland | Sunderland | Sunderland | Sunderland |
| ----------------------- | ---------- | ---------- | ---------- | ---------- |
| Kampioen Championship   | 1x         | 2006/07    |            |            |
| Newcastle United        |            |            |            |            |
| Kampioen Championship   | 1x         | 2009/10    |            |            |
| Leicester City          |            |            |            |            |
| Kampioen Premier League | 1x         | 2015/16    |            |            |